# Мадалена (Мачерата)
Мадалена (итал. Maddalena) насеље је у Италији у округу Мачерата, региону Марке.
Према процени из 2011. у насељу је живело 70 становника. Насеље се налази на надморској висини од 437 м.